# اندی استرادن
اندی استرادن (انگلیسی: Andy Straden; ۲۴ نوامبر ۱۸۹۷ – ژوئن ۱۹۶۷) بازیکن فوتبال اهل ایالات متحده آمریکا بود.
وی همچنین در تیم ملی فوتبال ایالات متحده آمریکا بازی کرده‌است.